# Sandra Mayotte
Pour les articles homonymes, voir Mayotte (homonymie).
Sandra Mayotte est une présentatrice et animatrice de la radio télévision mauricienne, la Mauritius Broadcasting Corporation. Elle est également chanteuse de séga et femme politique au sein de l'Assemblée nationale de Maurice.

## Biographie
Sandra Mayotte habite à Quatre Bornes.
Au début des années 2000, elle devient présentatrice de la Mauritius Broadcasting Corporation. Chanteuse très populaire dans la region de l'océan Indien, elle occupe souvent la scène musicale de Maurice et d'ailleurs. C'est comme choriste au sein du groupe Cassiya, en 1998, qu'elle fait ses débuts de chanteuse. Grande gagnante du Kora Award en 2001 comme meilleure artiste de l'Afrique de l'Est, elle poursuit sa carrière depuis maintenant vingt ans. Présentatrice à la télévision nationale, elle est choisie en janvier 2018 pour la présentation de l'émission Qui veut gagner des millions ?.

## Titres
- Kayambo[3]
- Makalapo
- Mo Kontan Twa
- Kot Li Finn Ale
- La Limier Dan Lakaz
- Vinn danse ar moi Doumanawi[3]

## Prix et distinctions
- Kora Awards, catégorie « Meilleure artiste féminine d'Afrique de l'Est », en 2001[1]
- Disque de l'année pour Kot sa li fine alé en 2008[1]
- Disque de l'année avec Désiré François pour Voisin Voisine[1]
- Disque de l'année pour Kayambo[1]

### Écouter
- Patrimoine Musical de l'Océan Indien